# 찰리급 잠수함
찰리급 잠수함은 소련의 공격원잠이다.

## 역사
1966년 1번함인 K-43 이래 1972년까지 11척의 찰리1급이 진수되었다. 1975년부터 1980년까지 6척의 찰리2급이 진수되었다.

## 인도 임대
1988년 인도가 소련에서 수중배수량 5,100톤의 공격원잠인 찰리급 잠수함을 리스했다. 이에 대한 보복조치로서, 인도와 군사적으로 대립중인 파키스탄은 중국에서 수중배수량 5,500톤의 공격원잠인 한급 잠수함을 리스하려고 했다. 파키스탄은 1991년 인도가 소련에 찰리급 잠수함을 반환하면서, 한급 리스 계획을 취소했다.
인도 최초의 국산 전략원잠인 아리한트급 잠수함은 찰리2급과 매우 닮았다.

## 찰리2급
찰리1급의 동체 후미에 8 m를 연장하여 무게 3톤, 사거리 110 km P-120 말라킷 대함미사일 8발을 탑재했다.
1988년부터 1991년까지 인도가 리스했었던 찰리2급과 매우 닮았다는 인도의 아리한트급 잠수함에는 무게 7톤인 사가리카 미사일 12발을 탑재했다. 1톤 탄두시 사거리 700 km, 180 kg 탄두시 사거리 1,900 km이다. 요즘 수소폭탄인 열핵탄두 1개의 무게가 190 kg 정도 한다.